# Richard Law (1er baron Coleraine)
Richard Kidston Law, 1er baron Coleraine, (27 février 1901 - 15 novembre 1980) est un homme politique conservateur britannique.

## Jeunesse
Il est le plus jeune fils de six enfants nés de l'ancien Premier ministre conservateur Andrew Bonar Law et de son épouse, Annie Pitcairn Robley (une fille de Harrington Robley, un marchand de Glasgow). Son frère Charlie, lieutenant dans les King's Own Scottish Borderers, est tué lors de la Seconde bataille de Gaza en avril 1917, suivi par le frère James, capitaine des Royal Fusiliers, tué le 21 septembre 1917. Sa sœur Isabel épouse Frederick Sykes, et une autre sœur Catherine épouse le 1er baron Archibald en 1961 .
Il fait ses études à la Shrewsbury School et au St John's College d'Oxford.

## Carrière politique
Il est élu député de Kingston upon Hull Sud-Ouest aux élections générales de 1931 et occupe le siège jusqu'en 1945. En 1940, il est nommé Secrétaire financier au ministère de la Guerre. Il est ensuite muté au poste de Sous-secrétaire d'État aux Affaires étrangères jusqu'en 1943. Alors qu'il occupe ce dernier poste, il participe à la Conférence des Bermudes sur le sort de la communauté juive européenne et est admis au Conseil privé lors des honneurs du Nouvel An de 1943.
Il est alors ministre d'État, également au ministère des Affaires étrangères, jusqu'en 1945, date à laquelle il sert brièvement comme ministre de l'Éducation dans le gouvernement intérimaire de Churchill. Lors d'une élection partielle en novembre 1945, il devient député de Kensington South, siège qu'il occupe jusqu'en février 1950.
Law est de nouveau élu député aux élections de 1951, cette fois pour Haltemprice, mais il démissionne de ce siège en janvier 1954 et en février est élevé à la Chambre des lords avec le titre de baron Coleraine de Haltemprice dans la Yorkshire de l'Est. Après son élévation à la pairie, il fait une tournée de conférences de deux semaines aux États-Unis, après deux semaines en Russie à l'invitation du gouvernement russe .

### Œuvres publiées
En 1950, Law publie Return from Utopia, un livre dans lequel il affirme sa conviction qu'essayer d'utiliser le pouvoir de l'État pour créer toute sorte d'utopie n'est pas simplement inatteignable mais positivement mauvais, car l'un des premiers principes à sacrifier est le principe de la liberté et du choix individuel.
En 1970, Lord Coleraine publie un autre livre, Pour les conservateurs seulement, dans lequel il critique le leadership conservateur de l'époque pour avoir, à son avis, sacrifié les principes conservateurs au profit de l'opportunisme électoral et de la recherche du «terrain d'entente». À cette époque, il est le patron du groupe conservateur de Selsdon.

## Vie privée
Le 26 janvier 1929, il épouse Mary Virginia Nellis, la deuxième fille d'Abraham Fox Nellis, de Rochester, New York. Son père, un fabricant de soie, est mort en 1923. Ensemble, ils ont deux enfants:
- James Law, 2e baron Coleraine (né en 1931), qui épouse Emma Elizabeth Richards, fille unique de Nigel Richards, en 1958. Après leur divorce en 1966, il épouse Anne Patricia Farrant en 1966. Elle est la deuxième fille du major général Ralph Henry Farrant[10].
- Hon. Andrew Bonar Law (né en 1933), qui épouse Joanna Margarette Neill, fille de Raymond Neill d'Irlande, en 1961 [11],[12]

Lady Coleraine est décédée le 3 avril 1978 à Helensburgh, en Écosse. Lord Coleraine est décédé le 15 novembre 1980, âgé de 79 ans, et est remplacé dans la baronnie par son fils James Martin Bonar Law .